# Aomori
Aomori (jap. 青森市 Aomori-shi) – miasto w Japonii, ośrodek administracyjny prefektury Aomori, w północnej części wyspy Honsiu. Miasto ma powierzchnię 824,61 km². W 2020 r. mieszkały w nim 275 192 osoby, w 118 067 gospodarstwach domowych  (w 2010 r. 299 520 osób, w 119 119 gospodarstwach domowych) .

## Geografia

Aomori na mapie prefektury

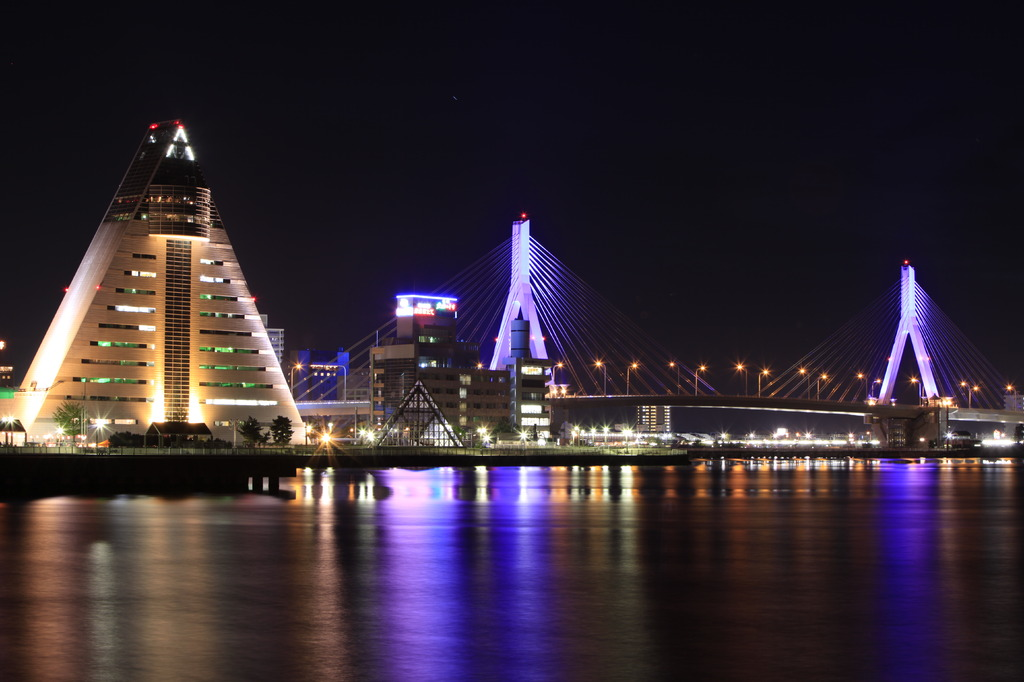
Port Aomori-kō nocą

Miasto leży w środkowej części prefektury, nad zatoką Aomori-wan, będącej częścią Mutsu-wan. Zajmuje powierzchnię 824,61 km2 . W południowo-wschodniej części miasta znajdują się góry Hakkōda i zbocza Kushigamine.

## Komunikacja
W mieście znajdują się: port lotniczy oraz port morski Aomori-kō.
Do miasta dochodzi szybka kolej Tōhoku Shinkansen oraz linie kolejowe: Ōu-honsen, Tsugaru-sen i Aoimori Tetsudō-sen. Stacje kolejowe na terenie miasta to Aomori, Shin-Aomori, Tsurugasaka, Tsugaru-Shinjō, Daishaka, Namioka, Aburakawa, Tsugaru-Miyata, Okunai, Hidariseki, Ushirogata, Nakasawa, Higashi-Aomori, Koyanagi, Yadamae, Nonai i Asamushi-Onsen.
Główne drogi w mieście to autostrady Tōhoku i Aomori Jidōsha-dō oraz drogi krajowe: 4, 7, 101, 103, 280, 394. Operatorami autobusowymi działającymi w mieście są Aomori City Bus Service, Towada Kankō, Kōnan Bus

## Demografia
Według danych z 31 marca 2014 roku, miasto zamieszkiwało 296 215 osób, w tym 138 133 mężczyzn i 158 082 kobiet, tworzących razem 135 915 gospodarstw domowych.
| 1995    | 2000    | 2005    | 2010    | 2015    | 2020    |
| ------- | ------- | ------- | ------- | ------- | ------- |
| 314 917 | 318 732 | 311 386 | 299 520 | 287 648 | 275 192 |

## Ekonomia
Miasto stanowi port handlowy i rybacki. Działa tu przemysł spożywczy, w tym głównie rybny. Ponadto rozwinął się tu przemysł drzewny i maszynowy.

## Obywatele
Honorowymi obywatelami miasta są:
- Shikō Munakata
- Minoru Yokoyama
- Morizō Ishidate
- Nori Awaya
- Yūichirō Miura

## Klimat
| Miesiąc                              | Sty   | Lut   | Mar   | Kwi   | Maj   | Cze   | Lip   | Sie   | Wrz   | Paź   | Lis   | Gru   | Roczna |
| ------------------------------------ | ----- | ----- | ----- | ----- | ----- | ----- | ----- | ----- | ----- | ----- | ----- | ----- | ------ |
| Rekordy maksymalnej temperatury [°C] | 13.5  | 12.8  | 20.1  | 28.3  | 30.0  | 33.5  | 35.1  | 36.7  | 35.9  | 30.5  | 23.8  | 21.1  | 36,7   |
| Średnie temperatury w dzień [°C]     | 1.5   | 2.0   | 5.9   | 13.1  | 18.5  | 21.5  | 25.5  | 27.6  | 23.7  | 17.7  | 10.7  | 4.5   | 14,3   |
| Średnie temperatury w nocy [°C]      | −4.3  | −4.3  | −1.8  | 3.2   | 8.3   | 13.2  | 17.6  | 19.3  | 14.6  | 7.8   | 2.4   | −1.6  | 6,2    |
| Rekordy minimalnej temperatury [°C]  | −23.5 | −24.7 | −18.4 | −12.2 | −1.4  | 4.0   | 6.5   | 8.9   | 3.0   | −2.4  | −12.1 | −20.6 | −24,7  |
| Opady [mm]                           | 144.9 | 116.0 | 69.5  | 60.7  | 78.8  | 82.2  | 102.6 | 129.3 | 119.8 | 106.0 | 131.7 | 148.6 | 1289,9 |
| Opady śniegu [cm]                    | 250   | 205   | 97    | 9     | 0     | 0     | 0     | 0     | 0     | 0     | 40    | 170   | 774    |
| Średnia liczba dni śnieżnych         | 27.7  | 24.5  | 19.5  | 3.5   | 0     | 0     | 0     | 0     | 0     | 0.3   | 8.8   | 22.4  | 106,7  |
| Średnia liczba dni z opadami         | 24.4  | 19.9  | 17.0  | 11.6  | 10.5  | 9.3   | 10.4  | 10.6  | 14.0  | 16.9  | 21.3  | 24.4  | 190,3  |
| Wilgotność [%]                       | 78    | 76    | 70    | 67    | 70    | 79    | 81    | 79    | 77    | 74    | 73    | 77    |        |
| Średnie usłonecznienie [h]           | 56.7  | 72.9  | 140.8 | 187.3 | 210.1 | 180.7 | 177.3 | 190.8 | 160.0 | 152.9 | 91.4  | 54.7  | 1675,6 |
| Źródło: 気象庁 11 stycznia 2010      |       |       |       |       |       |       |       |       |       |       |       |       |        |
| Źródło #2: Kishōchō 11 stycznia 2010 |       |       |       |       |       |       |       |       |       |       |       |       |        |

## Współpraca
- Japonia: Hakodate
- Węgry: Kecskemét
- Korea Południowa: Pyeongtaek
- Chińska Republika Ludowa: Dalian